# Labena gloriosa
Labena gloriosa là một loài tò vò trong họ Ichneumonidae.